# Мацон Юлій Іванович
Юлій Фердинанд Іванович Мацон (22 квітня 1817 Рига  — † 20 грудня 1885, Київ) — патолог і лікар-терапевт, ординарний професор по кафедрі патології та патологічної анатомії Університету Святого Володимира. Перший директор Олександрівської лікарні (1875-1885), дійсний статський радник.

## Освіта
Юлій Мацон (Mazonn Julius Ferdinandus) народився 22 квітня в м. Ризі в сім’ї «мещанского происхождения». Початкову освіту здобув удома, середню — у Дерптській гімназії (1829—1836 рр.). 1838 року юнак Мацон Юлій вступив до Дерптського (зараз Тартуський) університету на медичний факультет, «обучался в числе казенокоштных воспитанников». Патологічну анатомію — лекції, практичні заняття, «патолого-анатомическую казуистику» студент Мацон Юлій вивчав у «доктора врачебных наук, прозектора и экстраординарного професора анатомии Александра Фридріха фон Гука (1802—1842), фізіологію і патологію — у професора Альфреда Фолькманна (1800—1857). Курс наук університету Мацон Юлій Фердинанд завершив 1843 року 28 січня і був «удостоен по экзамену степени лекаря 1-го отделения».

## Практична та наукова діяльність
1843 року 15 серпня лікаря Мацона Юлія Фердинанда було призначено «врачевать» у Київську губернію, на посаду «врача в Сквирскую окружную лечебницу», виконував обов’язки «городского врача местечка Сквиры». 1844 року «согласно прошению» сквирський лікар був переміщений на «вакансию врача при Доме умалишенных Киевского Приказа Общественного Призрения» (працював до 1853 р.); 1848 року за представленням «кабинета Его Императорского Величества 6-го ноября определен» на посаду лікаря в Києво-Межигірську фаянсову фабрику (працював за сумісництвом до 1855 р.)
Лікар Мацон Юлій Фердинанд, працюючи в галузі лікувального діла, «усердно занялся клинической медициной и патологической анатомией» — досліджував (упродовж двох років) патологоанатомічним методом трупи хворих, які вмерли від «настоящей Брайтовой болезни». На початку 1850 року Мацон Юлій Фердинанд подав до  Медичного факультету Київського імператорського університету Святого Володимира монографію — «самостоятельную диссертацию» — «De primo gradu degenerationis renum in morbo Brightü Comentatio pathologico-anatomica». Лікар Мацон дисертацію захистив «15 мая 1850 года». Медичний факультет удостоїв лекаря Мацона Юлія Фердинанда «ученой степени доктора медицины».
Через два з половиною роки, 11 листопада 1852 року, доктор медицин Мацон «был определен (по конкурсу) адъюнктом по кафедре частной патологии и терапии». Ще через два роки — «1854 года 29 сентября с разрешения Начальника Киевского ученого округа возложено на него временное преподавание в Университете Святого Владимира общей патологии и патологической анатомии», і адъюнкт, доктор медицини Мацон Ю. Ф. був «утвержден в звании экстраординарного профессора по кафедре патологии и патологической анатомии», 1858 року — «утвержден ординарным професором по занимаемой кафедре».
Кафедра патології і патологічної анатомії містилась у будівлі Анатомічного театру Університету Святого Володимира (вул. Кадетська); у перший же рік функціонування кафедри професор Мацон придбав  мікроскоп французької фірми «Oberchanber», 1865 року — «большой микроскоп, средний и малый». Відтак у м. Києві, вперше в університетах України у навчанні студентів і в наукових дослідженнях було застосовано мікроскоп.
Професор Мацон викладав (лекції) «патологическую физиологию, патологическую анатомию, патологическую гистологию» студентами 3—6-го семестрів у анатомічному театрі, і «патологическую казуистику» (секційний курс) студентам 9-го і 10-го семестрів у прозекторії Київського військового госпіталю, де «упражнял студентов в патолого-гистологических исследованиях». У навчанні професор Мацон насамперед звертав увагу на автопсії — студент мусив усе бачити.
Професор Мацон у 1855—1856 роках і впродовж всього 1865 року завідував госпітальною терапевтичною клінікою; у 1865—1866 академічному році викладав спеціальну патологію і терапію. Медичний факультет у 1868—1870 роках доручав професору Мацону «важкий обов'язок декана». Після введення «Университетского устава 1863 года» професор відмовився від приватної практики, аби цілком зайнятися наукою та викладацькою діяльністю.

## Громадська діяльність
1870 року професора Мацона обрали «почетным членом Общества архангельских врачей» та «член-корреспондентом Императорского Виленского медицинского общества», а в 1881 році — почесним членом «Товариства київських лікарів».
У 1870—1883 роках обіймав посаду голови «Киевского отделения общества Красного Креста», у 1871—1875 роках (за сумісництвом) — посаду голови «Киевской городской санитарной комиссии», був «консультантом при больнице различных ведомств и гласным Думы». Брав активну участь в організації та будівництві Олександрівської лікарні та був першим її директором (1875—1885).

## Місце поховання

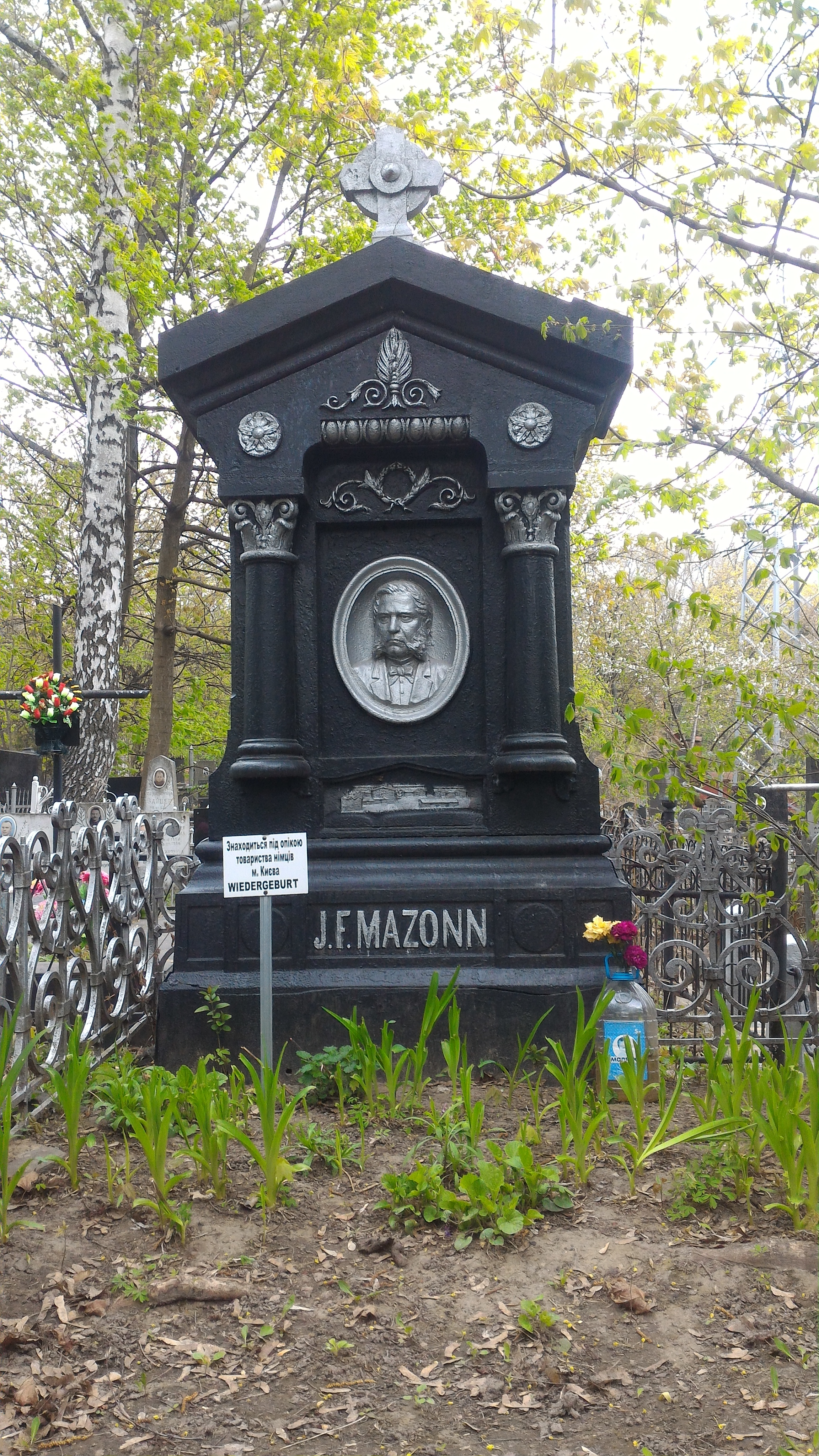
Могила Юлія Мацона

Похований у м. Києві, на Байковому цвинтарі, Лютеранська ділянка. Скульптурне зображення, яке збереглося на могилі професора, дало можливість відомому історику медицини С. М. Старченку «реконструювати» єдиний відомий на сьогодні портрет Ю. І. Мацона.

## Нагороди
Професор Мацон був нагороджений орденами: Святого Станіслава 2-ї ст., Святої Анни 2-ї ст., Святого Станіслава 1-ї ст., Святої Анни 1-ї ст.
Темно-бронзовою медаллю в пам'ять війни 1853—1856 рр.
Знаком Російської громади Червоного Хреста.

## Твори
- Einige Bemerkunder über die Cholera (1848)
- De primo gradu degenerationis renum in morbo Brightii (1850)
- Eingenthümliche pathologische Entwickelung der Pflasterepithelin der HernKanale (1851)
- Теория постукивания груди, обработанная на основе собственных опытов и исследований (1852)
- Untersuchungen über die Elistenz diesen Muskeln in der menschlicher Milz (1854)
- Наблюдение над катарральным, крупозным и дифтерическим воспалением гор-тани и дыхательного горла (1860)
- Об устройстве аудитории для микроско-пических демонстраций… (1862)
- О результатах опытов и изследований на счет влияния кровообращения на развитие воспаления (1864)
- О паренхиматозном воспалении печени, циррозе и атрофической мушкатной печени (1869)
- Отчет председателя городской санитарной комиссии о бывшей летом 1872 года в г. Киеве холерной эпидемии (1872)

## Нащадки та родинні зв'язки
Син, Федір Юлійович Мацон, мав вчений ступінь з електротехніки, очолював Київське технічне залізничне училище. Він був одружений з Софією Страус, яка була рідною сестрою інженера-винахідника Антона Страуса й електротехніка Оскара Страуса. Федір Юлійович Мацон консультував Оскара Страуса по першому проекту електрифікації Києва.